# 모나 살린

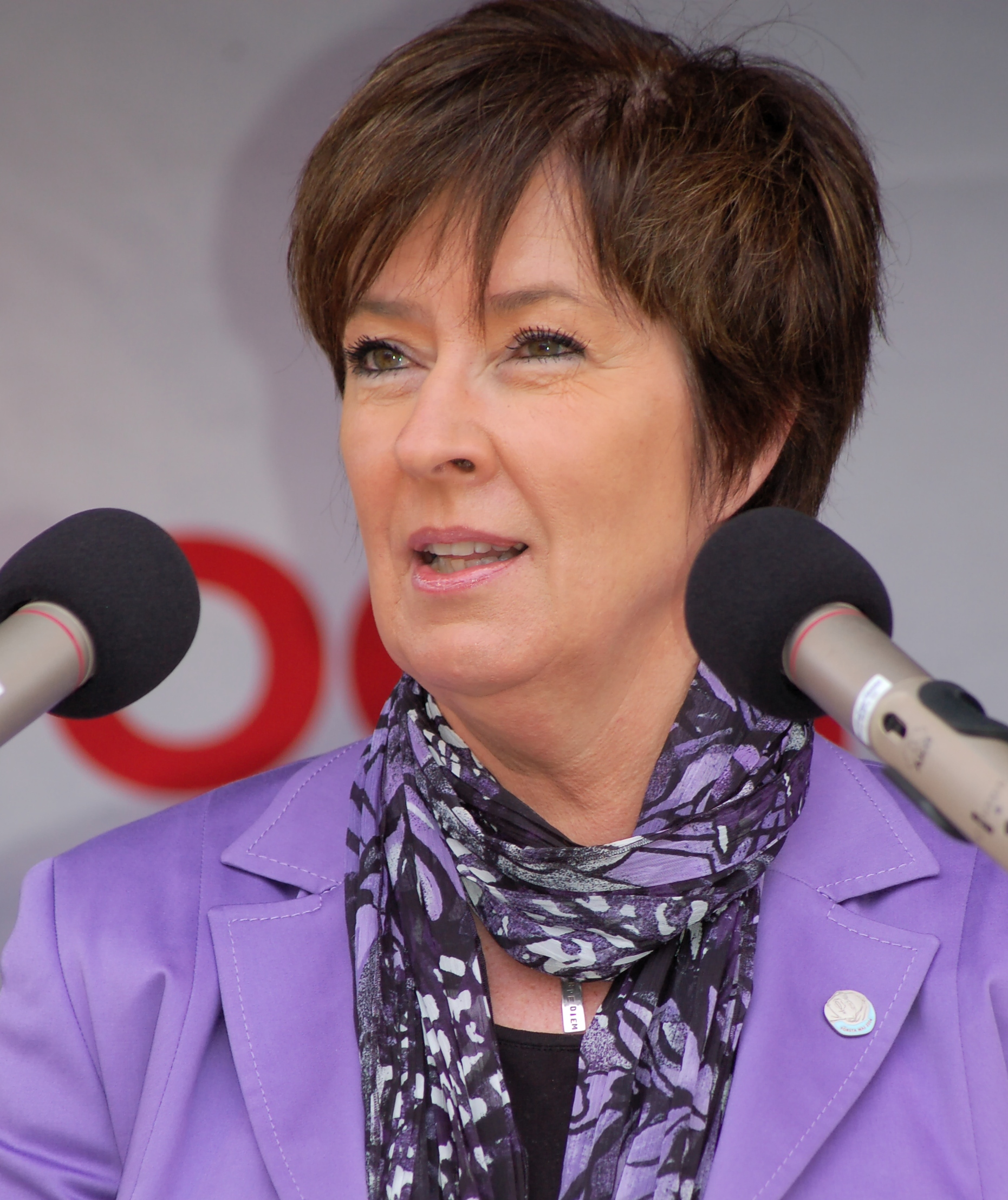
모나 살린

모나 잉에보리 살린(스웨덴어: Mona Ingeborg Sahlin, 1957년 3월 9일 ~ )는 스웨덴의 정치인으로, 사회 민주 노동당의 당수이다.

## 내력
1957년 베스테르노를란드 주 솔레프테오에서 태어났다. 아버지는 스웨덴 총리의 잉바르 칼손의 고문을 역임한 바 있다.
1973년 16세의 나이에 사회민주 노동당 청년부에 소속하였다.
1982년 총선에서 첫 당선되어 25세에 스웨덴 의회에서 최연소 의원이 되었으며, 1990년에는 노동 장관에 취임한다. 1992년에는 최초의 여성 사회 민주 노동당 총서기가 되었다.
1995년 스캔들로 사임하고 1996년부터 1997년까지 텔레비전 리포터로 활약하고 회사를 경영하고 있었지만, 1998년에 예란 페르손 총리가 되면서 무임소 장관으로 임명되어 산업 장관 등을 담당하고, 2002년에는 민주 정치 담당 장관에 임명된다.
2006년 여당이 패배하고 예란 페르손이 은퇴하여, 모나 살린이 여성 최초의 사회 민주당 당수가 되었다.